# O Último Azul

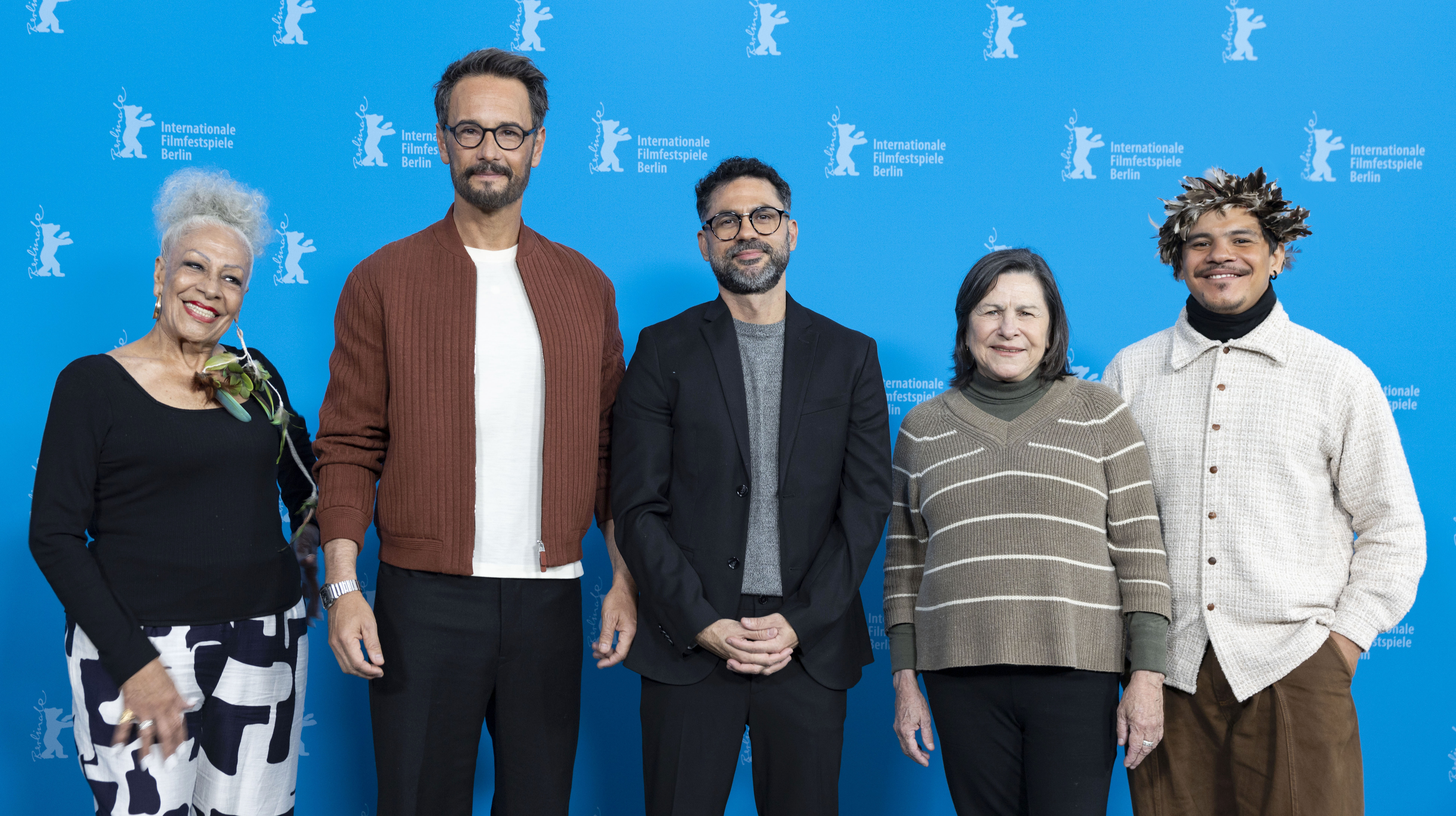
Membros do elenco e o diretor Gabriel Mascaro no Festival Internacional de Cinema de Berlim 2025

O Último Azul é um filme brasileiro de drama e ficção científica dirigido por Gabriel Mascaro. O longa teve sua estreia mundial na Competição Oficial do Festival de Berlim de 2025, onde concorreu ao Urso de Ouro, prêmio máximo do evento, vencendo o Grande Prêmio do Júri. O filme tem previsão de lançamento nos cinemas brasileiros em 28 de agosto de 2025, com distribuição da Vitrine Filmes.
Estrelado por Denise Weinberg e Rodrigo Santoro também conta com Miriam Socarrás e Adanilo no elenco.

## Sinopse
Em um Brasil quase distópico, onde o governo transfere idosos para uma colônia habitacional obrigatória a fim de "desfrutar" de seus últimos anos, Tereza, uma mulher de 77 anos, recebe a ordem para o exílio compulsório. Antes de partir, ela embarca em uma jornada pelos rios da Amazônia para realizar um último desejo que pode mudar seu destino para sempre.

## Elenco
- Denise Weinberg como Tereza
- Rodrigo Santoro como Cadu
- Miriam Socarrás como Roberta
- Adanilo como Ludemir

## Lançamento
O Último Azul estreou mundialmente em 16 de fevereiro de 2025, como parte do 75º Festival Internacional de Cinema de Berlim, em Competição.
O filme se juntou ao elenco inaugural da recém-lançada empresa de vendas Lucky Number, com sede em Paris. Eles adquiriram os direitos de venda do filme em janeiro de 2025.
O longa fez sua estreia latino-americana no Festival de Cartagena de Las Índias em abril de 2025. Ainda esse mês, será exibido no Festival de Buenos Aires (BAFICI) e no Festival de Cinema de Istambul (IKSV). A obra também foi anunciada como parte da seleção para o IndieLisboa — um dos principais festivais de Portugal. Em junho, esteve no Sydney Film Festival.

## Prêmios e indicações
| Ano  | Festival                                                                  | Prêmio                                            | Indicação       | Resultado | Ref.          |
| ---- | ------------------------------------------------------------------------- | ------------------------------------------------- | --------------- | --------- | ------------- |
| 2025 | Festival Internacional de Cinema de Berlim                                | Urso de Ouro                                      | O Último Azul   | Indicado  | [ 12 ]        |
| 2025 | Festival Internacional de Cinema de Berlim                                | Urso de Prata                                     | O Último Azul   | Venceu    | [ 13 ] [ 14 ] |
| 2025 | Festival Internacional de Cinema de Berlim                                | Prêmio do Júri Ecumênico                          | O Último Azul   | Venceu    | [ 14 ] [ 15 ] |
| 2025 | Festival Internacional de Cinema de Berlim                                | Prêmio do Júri de Leitores do Berliner Morgenpost | O Último Azul   | Venceu    | [ 14 ] [ 15 ] |
| 2025 | Associação Nacional das Distribuidoras Audiovisuais Independentes (ANDAI) | Prêmio da Associação                              | O Último Azul   | Honrado   | [ 4 ]         |
| 2025 | Festival de Cinema de Sydney                                              | Sydney Film Prize                                 | O Último Azul   | Indicado  | [ 16 ] [ 17 ] |
| 2025 | Festival Internacional de Cinema de Guadalajara                           | Melhor Filme Ibero-americano                      | O Último Azul   | Venceu    | [ 18 ]        |
| 2025 | Festival Internacional de Cinema de Guadalajara                           | Prêmio Maguey de Melhor interpretação             | Denise Weinberg | Venceu    | [ 18 ]        |